# Ходосов Карпо Остапович
Карпо Остапович Ходосов (26 жовтня 1912, с. Софине Хорольського повіту Полтавської губернії – 12 грудня 1983, Хорол) — заслужений учитель Української РСР, кандидат педагогічних наук, учитель української мови та літератури, краєзнавець.

## Біографія
Народився К. О. Ходосов у сім'ї селян. До 1925 року навчався у Софинській початковій школі, згодом у семирічці в м-ку Оболонь. Після закінчення У 1930 році Хорольських короткотермінових педагогічних курсів рік працював учителем у початковій школі села Петрівки Хорольського району, ще один рік – у Хорольській СШ № 1, у 1932 – 1937 роках – учителем української мови і літератури в селі Покровська Багачка. Згодом – у селі Кононівці Лубенського району та в школі № 6 міста Лубни.
Заочно навчався у Полтавському педагогічному інституті (закінчив у 1938 році) за спеціальністю учителя української мови і літератури середньої школи. Під час навчання потоваришував Василем Сухомлинським, з яким довгі роки спільно обговорював педагогічні проблеми, методи викладання та інше.
У липні 1941 року був мобілізований та направлений на навчання до Полтавського тракторного училища, яке згодом стало танковим і перебазувалося до Туркменії. З травня 1943 року старший технік-лейтенант К. О. Ходосов на фронті. Після демобілізації у листопаді 1946 року до 1948 працював у Румунії вчителем і вихователем у школах для дітей радянських військовослужбовців Південної групи військ.
У серпні 1948 року, після повернення до Хорола, став працювати вчителем української мови і літератури Хорольської середньої школи робітничої молоді, а з 1 вересня 1953 року і до виходу на пенсію у 1973 році – у середній школі № 2 м. Хорола.
Багато його учнів стали учителями української мови та літератури, письменниками. Цікавий факт: у К. Ходосова проходив педагогічну практику майбутній декан філологічного факультету КНУ ім. Тараса Шевченка та лауреат Шевченківської премії  Михайло Наєнко. Він відзначав, що тоді фактично сформував свої педагогічні погляди, а про книги, створені К. Ходосовим, що вони були настільними в кожного українського словесника. 
Помер у 1983 році, похований на центральному цвинтарі у м. Хоролі.

## Родина
Дружина: Ходосова Марія Никифорівна (1906 – 1993), учителька. Син Ходосов Роальд Карпович (1932) – інженер-винахідник, м. Київ.

## Педагогічний та науковий доробок
У 1927 році появилися його перші дописи до газет. З 1950-тих почав друкувати свої методичні знахідки, дослідження в педагогічних та методичних виданнях. З 1963 року став видавати методичні посібники з викладання української літератури в школі.
Професійно займався літературним краєзнавством. Під його керівництвом учнями було знайдено могилу українського фольклориста і поета Левка Боровиковського.
На початку 1971 року захистив дисертацію на здобуття наукового ступеня кандидата педагогічних наук на вченій раді філологічного факультету Київського державного університету імені Тараса Шевченка «Основні проблеми вивчення великого епічного (прозового) твору в середній школі». Був науковим кореспондентом Українського науково-дослідного інституту педагогіки. Член Спілки журналістів України.

## Відзнаки
Нагороджений медалями «За бойові заслуги», «За взяття Будапешта», «За перемогу над Німеччиною».
У 1967 році К. О. Ходосову присвоєно звання заслуженого вчителя УРСР і нагороджено медаллю А. С. Макаренка.
У 2005 році на споруді Хорольської гімназії встановлено меморіальну дошку К. О. Ходосову. Його прізвище було серед пропозицій при перейменування вулиць м. Хорола у 2015 році.

## Основні праці
- Вивчення мови поеми А. Малишка «Прометей» / К. О. Ходосов // Вивчення мови художніх творів: збірник статей / ред.: Г. З. Грінштейн. – Київ: Рад. школа, 1955. – С. 87–98.
- Ходосов К. О. Літературно-творчий гурток у школі. – К., 1963. – 78 с.
- Вивчення творчості Андрія Головка в школі: посібник для учителів / К. О. Ходосов . – Київ: Рад. школа, 1964. – 117 с.
- Виховна сила поезії Т. Г. Шевченка / К. О. Ходосов // Українська мова і література в школі. – 1964. – № 3. – С. 61–67.
- Ходосов К. О. Гортаючи сторінки пам'яті // Дніпро. – 1975. – № 8. – С. 124—127. (Спогади про Сухомлинського)
- Іван Котляревський у школі [Текст]: посібник для вчителів / Н. С. Ткаченко, К. О. Ходосов. — 2-ге вид. перероб. та доп. — К. : Рад. школа, 1977. — 192 с.
- Українська література у 8 класі: посібник для вчителів / К. О. Ходосов . – Київ: Рад. школа, 1979 . – 184 с.
- Вивчення творчості Михайла Стельмаха: посібник для вчителів / Н. С. Ткаченко, К. О. Ходосов. – Вид. 2-ге, змінене й доп . – Київ: Рад. школа, 1981. – 224 с.